# Oleksandr Andriyevskyi
Oleksandr Andriyevskyi (Kiev, 25 de junio de 1994) es un futbolista ucraniano que juega de centrocampista en el F. C. Polissya Zhytomyr de la Liga Premier de Ucrania. Es internacional con la selección de fútbol de Ucrania.

## Trayectoria
Andriyevskyi comenzó su carrera deportiva en el Metalist Járkov en 2011, abandonando el club en 2015, cuando fichó por el FC Dinamo de Kiev.
Durante la temporada 2016-17 estuvo cedido en el Chernomorets Odessa, y en la temporada 2017-18 estuvo cedido en el Zorya Lugansk.

## Selección nacional
Andriyevskyi fue internacional sub-17, sub-18, sub-19, sub-20 y sub-21 con la selección de fútbol de Ucrania, antes de convertirse en internacional absoluto el 10 de noviembre de 2017, en un partido amistoso frente a la selección de fútbol de Eslovaquia.

## Clubes
| Club                         | País    | Año       |
| ---------------------------- | ------- | --------- |
| Metalist Járkov              | Ucrania | 2011-2015 |
| Horishni Plavni (cedido)     | Ucrania | 2014      |
| F. C. Dinamo de Kiev         | Ucrania | 2015-2024 |
| Chernomorets Odessa (cedido) | Ucrania | 2016-2017 |
| Zorya Lugansk (cedido)       | Ucrania | 2017-2018 |
| F. C. Polissya Zhytomyr      | Ucrania | 2025-     |

## Palmarés

### Títulos nacionales
| Título                  | Club                 | País    | Año  |
| ----------------------- | -------------------- | ------- | ---- |
| Liga Premier de Ucrania | F. C. Dinamo de Kiev | Ucrania | 2015 |
| Copa de Ucrania         | F. C. Dinamo de Kiev | Ucrania | 2015 |
| Supercopa de Ucrania    | F. C. Dinamo de Kiev | Ucrania | 2018 |
| Supercopa de Ucrania    | F. C. Dinamo de Kiev | Ucrania | 2019 |
| Copa de Ucrania         | F. C. Dinamo de Kiev | Ucrania | 2020 |
| Supercopa de Ucrania    | F. C. Dinamo de Kiev | Ucrania | 2020 |
| Liga Premier de Ucrania | F. C. Dinamo de Kiev | Ucrania | 2021 |
| Copa de Ucrania         | F. C. Dinamo de Kiev | Ucrania | 2021 |